# Pinophilinus spinosus
Pinophilinus spinosus – gatunek chrząszcza z rodziny kusakowatych i podrodziny żarlinków.
Gatunek ten opisany został w 2013 roku przez Volkera Assinga na podstawie dwóch okazów.
Chrząszcz o ciele długości od 5,8 do 6,5 mm, ubarwiony jasnorudo z żółtymi czułkami i odnóżami. Silnie poprzeczną głowę cechują słabo wypukłe oczy, gęsto punktowane ciemię, w zasadzie niepunktowane czoło i czułki długości około 1,4 mm. Przedplecze jest słabo wydłużone, z tyłu mocniej zwężone niż u P. schatzmayri, ale słabiej niż u P. socotranus. Pokrywy są krótkie i wąskie, a tylne skrzydła całkiem zredukowane. Szerszy od pokryw odwłok jest pozbawiony palisady włosków na tylnej krawędzi siódmego tergitu. Ósmy sternit odwłoka samca jest wydłużony i V-kształtnie wycięty z tyłu. Edeagus ma asymetryczny wyrostek brzuszny i kolczasty woreczek wewnętrzny.
Owad endemiczny dla Arabii Saudyjskiej, znany tylko z prowincji Al-Baha. Spotykany w ściółce i na glebie pod leżącymi przedmiotami.